# Leif Andrée

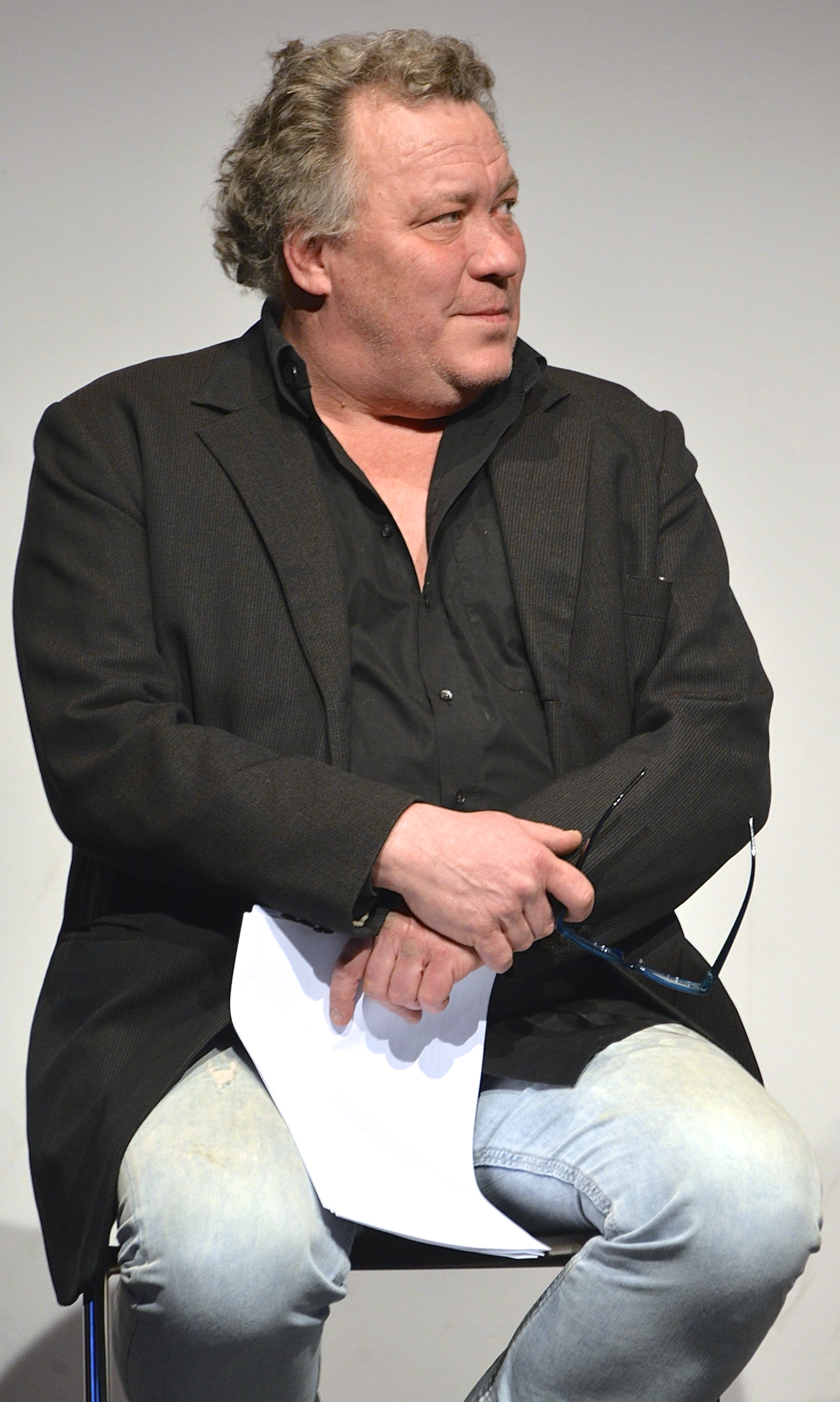
Leif Andrée (2013)

Leif Allan Andrée (* 29. Januar 1958 in Högalids församling, Stockholm, Schweden als Leif Allan Johansson) ist ein schwedischer Schauspieler und ehemaliger Schlagzeuger der schwedischen Punkband Pizzoar.

## Leben
Bereits als Kind wollte Leif Andrée Schauspieler werden, doch wegen eines schwierigen Elternhauses nahm er als talentierter Schwimmer die Gelegenheit wahr und verbrachte von 1974 bis 1982 seine Zeit in Sundsvall, wo er unter anderem für den Schwimmverein Sundsvalls Simsällskap mehrere Meisterschaftsmedaillen gewann. Doch er opferte 1979 seine Sportlerkarriere zu Gunsten einer Karriere als Schlagzeuger der Punkband Pizzoar, die unter anderem als Vorgruppe der bekannten schwedischen Punkband KSMB spielte. Es waren vor allen Dingen die beiden Alben Never Mind the Bollocks, Here’s the Sex Pistols von den Sex Pistols und Ramones das Debütalbum der Ramones, die ihn zu diesem Schritt bewegten.
Doch auch die Musikkarriere endete und so ging Leif Andrée 1983 zurück nach Stockholm, wo er am Theater Galeasen bei einigen Bühnenstücken mitwirkte. Neben einer Schauspielausbildung arbeitete er auch an anderen Theatern, darunter dem Riksteatern, Chinateatern und dem Stockholms Stadsteater. Und bereits 1988 wagte er seine ersten Schritte ins Medium Film, zu welchem er später fast gänzlich wechselte und in Filmen wie Detaljer, Kitchen Stories und zuletzt in Das Mädchen und Der Himmel ist unschuldig blau mitwirkte.
Außerdem trat Andrée in Musikvideos von Weeping Willows, Fireside und weiteren Bands auf und erhielt 2008 erhielt das Carl Åkermans Stipendium der schwedischen Akademie.

## Filmografie (Auswahl)
- 1988: Livsfarlig film
- 1989: Frauen auf dem Dach (Kvinnorna på taket)
- 1990: BlackJack
- 1991: Harry Lund lägger näsan i blöt!
- 1992: Mein großer starker Vater (Min store tjocke far)
- 1992: Todesspur für Isabell (Blueprint)
- 1994: I natt går Jorden under
- 1995: Eierkopf (Eggs)
- 1996: Meisterdetektiv Kalle Blomquist lebt gefährlich (Kalle Blomkvist - Mästerdetektiven lever farligt)
- 1997: Pelle Svanslös (Fernsehserie)
- 1998: Der letzte Mord (Sista kontraktet)
- 1998: Rederiet (Fernsehserie, 8 Episoden)
- 1999: Tomten är far till alla barnen
- 2000: Pelle Svanslös och den stora skattjakten
- 2003: Detaljer
- 2003: Kitchen Stories (Salmer fra kjøkkenet)
- 2005: Im Zeichen des Mörders (Den utvalde)
- 2005: Die beste Mutter (Äideistä parhain)
- 2005: Vinnare och förlorare
- 2005: Kim Novak badete nie im See von Genezareth
- 2006 Mankells Wallander: Offene Rechnungen (Jokern)
- 2007: Gynekologen i Askim
- 2008: LasseMajas detektivbyrå - Kameleontens hämnd
- 2009: Das Mädchen (Flickan)
- 2010: Der Himmel ist unschuldig blau (Himlen är oskyldigt blå)
- 2012: Ein Fall für Annika Bengtzon (Annika Bengtzon) (Fernsehserie, 6 Folgen)
- 2012: Real Humans – Echte Menschen (Äkta människor) (Fernsehserie)
- 2020: Mord im Mittsommer (Morden i Sandhamn) (Fernsehserie, Folge Vicky)
- 2021: Menschen in Angst (Folk med ångest) (Miniserie)
- 2022: Ridder Lykke (Kurzfilm)